# 3349 Manas
A 3349 Manas (ideiglenes jelöléssel 1979 FH2) a Naprendszer kisbolygóövében található aszteroida. Nyikolaj Sztyepanovics Csernih fedezte fel 1979. március 23-án.